# بوردمان روبنسون
بوردمان روبنسون(1876–1952) رسام كندي - أمريكي , اشتهر برسوماته التصويرية والكرتونية المعبرة عن الحروب والأزمات

## حياته
ولد بوردمان روبنسون في 6-سبتمبر-1876 في نوفا سكوتيا في كندا , أمضى طفولته المبكرة في إنجلترا وكندا قبل أن ينتقل إلى بوسطن في النصف الأول من 1860 , وتعلم الميكانيكا في مدرسته
درس روبنسون أولا الفن في كلية ماساتشوستس للفنون في بوسطن ثم انتقل للدراسة في باريس حيث تأثر بالرسام السياسي اونوريه
في 1903 تزوج من سارة سنتر وانتقل للعمل في جريدة فوغو , وفي 1904 عاد للولايات المتحدة

## من أعماله

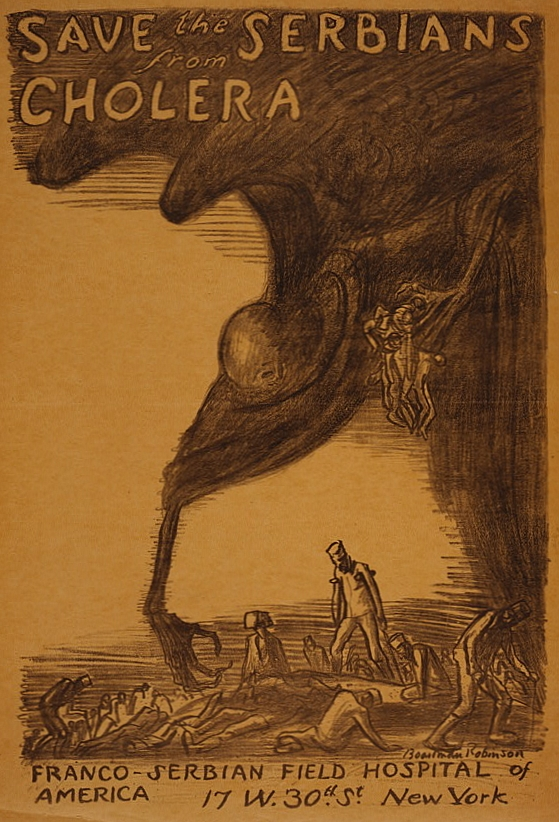
لوحة أنقذوا صربيا من الكوليرا

أنقذوا صربيا من الكوليرا 1918
الأم والاب 1915
Europe 1916, October

## وصلات خارجية
- بوردمان روبنسون على موقع الموسوعة البريطانية (الإنجليزية)